# 哈里氏厚唇雅羅魚
卡恩氏厚唇雅羅魚（学名：Erimystax harryi）为輻鰭魚綱鯉形目雅羅魚科厚唇雅羅魚屬的其中一種，該物種分布於北美洲美國密蘇里州至阿肯色州的 密西西比河支流聖弗朗西斯河及怀特河流域，體長可達11公分，棲息在礫石底質、水流快速的溪流底層水域。

## 扩展阅读
維基物種上的相關：哈里氏厚唇雅羅魚